# Füvessy Imre
Füvessy Imre (Kiskunhalas, 1857. – Kecskemét, 1932. március 29.) rendőrtiszt, városi tisztviselő (Kecskemét).

## Élete
Iparos szülők gyermeke. Az elemi és középiskolát, valamint a jogi akadémiát Kecskeméten végezte. 1885-ben lépett Kecskemét város szolgálatába mint fogalmazó. 1891. január 16-án saját kérelmére a rendőrséghez helyezték át. 1892-ben rendőrkapitánnyá választották, 1903-tól helyettes rendőrfőkapitány. 1909-ben a bűnügyi osztály élére került mint országos hírű bűnügyi nyomozó (Füvessy használta először Magyarországon az ujjlenyomatot mint bűnjelt).
1919 márciusában állásából eltávolították. A Tanácsköztársaság bukása után a helyettes rendőrfőkapitányi állását ismét betöltötte a rendőrség államosításáig, 1920-ig. Ezután a város az 1920-ban szervezett katona, illetőségi és kórházügyi osztály élére állította. 1920. augusztus 16-án tanácsnokká választották. 1922. április 1-jén vonult nyugalomba, majd 1924. április 1-jétől 1931. április 30-ig a városi levéltár selejtezési munkáját végezte.

## Társadalmi élet
- Kecskeméti Polgári Kör: elnök
- Kecskeméti Általános Fogyasztási és Értékesítő Szövetkezet: elnök
- Kecskemét város törvényhatósági bizottsága: választott tag
- Kecskeméti Dalárda: dísztag
- Városi Alkalmazottak Egyesülete: elnök

## Érdemei, díjak, kitüntetések
"…Szolgálati idejének 27-ik évében, 1912. április 26-án buzgó és eredményes szolgálatai elismeréséül a király a Ferenc József-rend lovagkeresztjével tüntette ki (ennek okán vehette fel a Füvessy nevet, addig Füves -a szerk.-).
1917. november 6-án újabb kitüntetésben részesült, a belügyminiszter a király által a tűzoltás és mentés terén 25 éven át teljesített érdemes tevékenység jutalmazására alapított díszérmet adományozta neki, mint a városi tűzrendészeti ügyek előadójának buzgó és hasznos tevékenysége elismeréseként.
Eredményesen vett részt a dámosi haramiák üldözésében és kézrekerítésében (itt használta először az országban, az ujjlenyomatot -a szerk.-). Hozzáértésének és agilitásának köszönhető, hogy a haramiák egy részét már a tett elkövetése után harmadnapra elfogták. Nagy munkásságot fejtett ki az 1911. évi földrengés által károsult lakosság részére összegyült segélyek s a hatmilliós  államkölcsön kiosztásakor, mint a kölcsönosztó bizottság előadója
…
1922. április 1-jén nyugdíjba vonult, majd 1924. április 1-jén megbízást nyert az irattári selejtezés vezetésére, mint a kiselejtező bizottság elnöke, ezt a munkát 1931. április 30-ig végezte nagy hozzáértéssel.
…" /Kecskeméti Lapok 1932. március 31(65. évf., 72. szám)/